# Павлюк Андрій Васильович
Андрі́й Васи́льович Павлю́к (21 серпня 1994, с. Палашівка, Тернопільська область, Україна — 22 листопада 2022) — український пасічник, громадський діяч, військовослужбовець, старший лейтенант 45 ОАБр Збройних сил України, учасник російсько-української війни. Кавалер ордена «За мужність» III ступеня (2023, посмертно).

## Життєпис
Андрій Павлюк народився в селі Палашівці, нині Білобожницької громади Чортківського району Тернопільської области.
Закінчив Чортківський навчально-науковий інститут підприємництва і бізнесу ТНЕУ, Тернопільський національний економічний університет (нині Західноукраїнський національний університет), Прикарпатський національний університет імені Василя Стефаника.
З 2016 року жив в Івано-Франківську, де мав магазин продуктів з меду «Bee Strong». Був головою громадської організації «Об'єднання пасічників Чортківщини» й учасником «Спілки пасічників України».
З початком російського повномасштабного вторгнення в Україну Андрій Павлюк добровільно вступив у лави 45-ї окремої артилерійської бригади. Був начальником розвідки 64-го окремого артилерійського дивізіону. Загинув 22 листопада 2022 року під час виконання бойового завдання в розвідці, підірвавшись на міні.
Похований 30 листопада 2022 року в селі Білобожниці Чортківського району. Похований поруч зі своїм учителем Олегом Барною.
Залишилися батьки та брат.

## Нагороди
- орден «За мужність» III ступеня (10 листопада 2023, посмертно) — за особисту мужність, виявлену у захисті державного суверенітету та територіальної цілісності України, самовіддане виконання військового обов'язку[4].

## Вшанування пам'яті
26 березня 2023 року громадській організації «Об'єднання пасічників Чортківщини» присвоїно ім'я Андрія Павлюка.